# Møborg Kirke
Møborg Kirke är en kyrkobyggnad i Møborg sogn i Region Mittjylland i Viborgs stift i Danmark.

## Kyrkobyggnaden
Kyrkan ligger på Møborg Bakkeø. Den uppfördes av kvadersten av granit under första hälften av 1100-talet. Klocktornet av tegel uppfördes 1509, då också kyrkklockan göts i Flensborg.
Kyrkan ägdes av privata jordägare, framför allt av gården Nørre Holmgårds ägare, fram till 1686, då den såldes till kronan av amiral Christian Bielke till Torstedlund. Den köptes dock 1691 av ägaren till Nørre Holmgård, Sophie Gyldenstierne (död 1730). Ända fram till 1809 tillhörde kyrkan Nørre Holmgårds ägare och socknen tillsammans. Kyrkan blev självägande 1929.
Kyrkan ligger i socknens södra del på en västvänd sluttning av en hög moränkulle, vilken utgör ett markant inslag över det omkringliggande platta hedlandskapet. Moränkullens högsta punkt är Møborg Bavnehöj, varifrån hela socknen är synlig.